# Burn (bài hát của Ellie Goulding)
"Burn" là một bài hát của nghệ sĩ thu âm người Anh quốc Ellie Goulding nằm trong phiên bản tái phát hành của album phòng thu thứ hai của cô, Halcyon (2012) mang tên Halcyon Days (2013). Nó được phát hành vào ngày 5 tháng 7 năm 2013 như là đĩa đơn đầu tiên trích từ album tái bản bởi Polydor Records. Bài hát được đồng viết lời bởi Goulding, Noel Zancanella và Brent Kutzle với những nhà sản xuất nó Ryan Tedder và Greg Kurstin. Ban đầu, "Burn" được thu âm bởi Leona Lewis cho album phòng thu thứ ba của cô, Glassheart (2012), nhưng cuối cùng nó đã bị bỏ qua ở giai đoạn lựa chọn bài hát khi album được thiết kế lại để đưa vào nhiều bản ballad hơn. Đây là một bản electropop và synth-pop mang nội dung đề cập đến việc mỗi người hãy thắp lên ngọn lửa đam mê của bản thân để thúc đẩy chính mình đến với những điều tuyệt vời cũng như hiện thực những hoài bão đã ấp ủ từ lâu, và để nó bùng cháy cho mọi người xung quanh được thấy vẻ đẹp riêng biệt của từng cá nhân.
Sau khi phát hành, "Burn" nhận được những phản ứng trái chiều từ các nhà phê bình âm nhạc, trong đó họ đánh giá giai điệu hấp dẫn và gọi đây là một trong những tác phẩm thân thiện với sóng phát thanh nhất của Goulding, nhưng cũng vấp phải một số ý kiến cho rằng nó khá nhàm chán và thiếu điểm nhấn. Tuy nhiên, bài hát đã gặt hái nhiều giải thưởng và đề cử tại những lễ trao giải lớn, bao gồm đề cử tại giải Brit năm 2014 cho Đĩa đơn Anh quốc của năm. "Burn" cũng tiếp nhận những thành công vượt trội về mặt thương mại, đứng đầu các bảng xếp hạng ở Ý và Vương quốc Anh, nơi nữ ca sĩ đạt được đĩa đơn quán quân đầu tiên trong sự nghiệp, đồng thời lọt vào top 10 ở hầu hết những quốc gia khác, bao gồm vươn đến top 5 ở nhiều thị trường lớn như Áo, Phần Lan, Ireland, Na Uy, Ba Lan, Thụy Điển và Thụy Sĩ. Tại Hoa Kỳ, nó đạt vị trí thứ 13 trên bảng xếp hạng Billboard Hot 100, trở thành đĩa đơn thứ ba của Goulding vươn đến top 20 và thứ hai dưới cương vị hát đơn tại đây.
Video ca nhạc cho "Burn" được đạo diễn bởi Mike Sharpe, trong đó bao gồm những cảnh Goulding hát khi đang đứng giữa một đường băng hàng không, khi những quả cầu khổng lồ chiếu sáng cánh đồng trống, và một nhóm thanh niên đã thắp đèn để làm sáng không gian cho bữa tiệc khiêu vũ ở sân bay sau khi mặt trời lặn. Nó đã nhận được một đề cử tại giải Brit năm 2014 cho Video Anh quốc của năm. Để quảng bá bài hát, nữ ca sĩ đã trình diễn "Burn" trên nhiều chương trình truyền hình và lễ trao giải lớn, bao gồm The Ellen DeGeneres Show, Good Morning America, Late Show with David Letterman, The Queen Latifah Show, Today, Top of the Pops, The Voice, The X Factor UK và giải Brit năm 2014, cũng như trong nhiều chuyến lưu diễn của cô. Kể từ khi phát hành, nó đã được hát lại bởi nhiều nghệ sĩ, như Taylor Swift, James Wolpert, Will Champlin và Alex Goot. Tính đến nay, "Burn" đã bán được hơn 8 triệu bản trên toàn cầu, trở thành một trong những đĩa đơn bán chạy nhất mọi thời đại.

## Danh sách bài hát
- Tải kĩ thuật số[3]

1. "Burn" – 3:51

- Đĩa CD[4]

1. "Burn" – 3:51
2. "Hearts Without Chains" – 3:45

- Tải kĩ thuật số - EP phối lại[5]

1. "Burn" – 3:51
2. "Burn" (Tiësto's Club Life phối lại) – 5:17
3. "Burn" (Mat Zo phối lại) – 6:42
4. "Burn" (Maths Time Joy phối lại) – 4:10

## Thành phần thực hiện
Thành phần thực hiện được trích từ ghi chú của Halcyon Days, Polydor Records.
- Ellie Goulding – giọng hát, viết lời
- Serban Ghenea – phối khí
- John Hanes – kỹ sư phối khí
- Rob Katz – kỹ sư giọng hát
- Greg Kurstin – kỹ sư, guitar, đàn phím, sản xuất, lập trình, viết lời
- Brent Kutzle – viết lời
- Jesse Shatkin – kỹ sư
- Ryan Tedder – viết lời, sản xuất
- Noel Zancanella – viết lời

## Xếp hạng
| Bảng xếp hạng (2013-14)                   | Vị trí cao nhất |
| ----------------------------------------- | --------------- |
| Úc (ARIA)                                 | 6               |
| Áo (Ö3 Austria Top 40)                    | 4               |
| Bỉ (Ultratop 50 Flanders)                 | 3               |
| Bỉ (Ultratop 50 Wallonia)                 | 8               |
| Brazil (Billboard Brasil Hot 100 Airplay) | 48              |
| Canada (Canadian Hot 100)                 | 14              |
| Cộng hòa Séc (Rádio Top 100)              | 3               |
| Cộng hòa Séc (Singles Digitál Top 100)    | 29              |
| Đan Mạch (Tracklisten)                    | 15              |
| Châu Âu Nhạc số (Billboard)               | 2               |
| Phần Lan (Suomen virallinen lista)        | 4               |
| Pháp (SNEP)                               | 9               |
| Đức (Official German Charts)              | 4               |
| Hy Lạp Nhạc số (Billboard)                | 5               |
| Hungary (Rádiós Top 40)                   | 1               |
| Hungary (Single Top 40)                   | 5               |
| Hungary (Dance Top 40)                    | 25              |
| Ireland (IRMA)                            | 2               |
| Israel (Media Forest)                     | 7               |
| Ý (FIMI)                                  | 1               |
| Nhật Bản (Japan Hot 100)                  | 88              |
| Mexico Top 20 Inglés (Monitor Latino)     | 4               |
| Hà Lan (Dutch Top 40)                     | 7               |
| Hà Lan (Single Top 100)                   | 12              |
| New Zealand (Recorded Music NZ)           | 7               |
| Na Uy (VG-lista)                          | 2               |
| Ba Lan (Polish Airplay Top 100)           | 3               |
| Bồ Đào Nha Nhạc số (Billboard)            | 9               |
| Scotland (OCC)                            | 1               |
| Slovakia (Rádio Top 100)                  | 1               |
| Slovakia (Singles Digitál Top 100)        | 50              |
| Slovenia (SloTop50)                       | 16              |
| Nam Phi (EMA)                             | 4               |
| Tây Ban Nha (PROMUSICAE)                  | 10              |
| Thụy Điển (Sverigetopplistan)             | 3               |
| Thụy Sĩ (Schweizer Hitparade)             | 5               |
| Anh Quốc (OCC)                            | 1               |
| Hoa Kỳ Billboard Hot 100                  | 13              |
| Hoa Kỳ Adult Contemporary (Billboard)     | 14              |
| Hoa Kỳ Adult Pop Airplay (Billboard)      | 7               |
| Hoa Kỳ Dance Club Songs (Billboard)       | 22              |
| Hoa Kỳ Dance/Mix Show Airplay (Billboard) | 1               |
| Hoa Kỳ Pop Airplay (Billboard)            | 3               |
| Hoa Kỳ Rhythmic (Billboard)               | 21              |

| Bảng xếp hạng (2013)                      | Vị trí |
| ----------------------------------------- | ------ |
| Australia (ARIA)                          | 34     |
| Austria (Ö3 Austria Top 40)               | 51     |
| Belgium (Ultratop 50 Flanders)            | 29     |
| Belgium (Ultratop 50 Wallonia)            | 56     |
| France (SNEP)                             | 70     |
| Germany (Official German Charts)          | 44     |
| Hungary (Rádiós Top 40)                   | 14     |
| Hungary (Dance Top 40)                    | 81     |
| Ireland (IRMA)                            | 20     |
| Italy (FIMI)                              | 30     |
| Netherlands (Dutch Top 40)                | 41     |
| Netherlands (Single Top 100)              | 30     |
| Sweden (Sverigetopplistan)                | 30     |
| Switzerland (Schweizer Hitparade)         | 43     |
| UK Singles (Official Charts Company)      | 15     |
| Bảng xếp hạng (2014)                      | Vị trí |
| Belgium (Ultratop 50 Flanders)            | 93     |
| Canada (Canadian Hot 100)                 | 43     |
| Hungary (Rádiós Top 40)                   | 62     |
| Hungary (Dance Top 40)                    | 62     |
| Israel (Media Forest)                     | 52     |
| Italy (FIMI)                              | 72     |
| New Zealand (Recorded Music NZ)           | 13     |
| Sweden (Sverigetopplistan)                | 74     |
| Switzerland (Schweizer Hitparade)         | 30     |
| US Billboard Hot 100                      | 39     |
| US Adult Contemporary (Billboard)         | 37     |
| US Adult Top 40 (Billboard)               | 28     |
| US Hot Dance/Mix Show Airplay (Billboard) | 6      |
| US Pop Songs (Billboard)                  | 21     |

| Bảng xếp hạng                        | Vị trí |
| ------------------------------------ | ------ |
| UK Singles (Official Charts Company) | 234    |

## Chứng nhận
| Quốc gia | Chứng nhận  | Số đơn vị/doanh số chứng nhận |
| --- | ----------- | ----------------------------- |
| Úc (ARIA) | 3× Bạch kim | 210.000^                      |
| Áo (IFPI Áo) | Vàng        | 15.000*                       |
| Bỉ (BEA) | Vàng        | 15.000*                       |
| Pháp (SNEP) | —           | 41,300                        |
| Đức (BVMI) | Bạch kim    | 500.000‡                      |
| Ý (FIMI) | 2× Bạch kim | 60.000*                       |
| México (AMPROFON) | Bạch kim    | 60.000*                       |
| New Zealand (RMNZ) | Vàng        | 7.500*                        |
| Thụy Điển (GLF) | 4× Bạch kim | 80.000‡                       |
| Thụy Sĩ (IFPI) | Bạch kim    | 30.000^                       |
| Anh Quốc (BPI) | 2× Bạch kim | 1.200.000‡                    |
| Hoa Kỳ (RIAA) | 4× Bạch kim | 4.000.000‡                    |
| Venezuela (APFV) | 2× Bạch kim | 20.000^                       |
| Streaming |             |                               |
| Đan Mạch (IFPI Đan Mạch) | 2× Bạch kim | 3.600.000^                    |
| Tây Ban Nha (PROMUSICAE) | Vàng        | 4.000.000*                    |
| * Chứng nhận dựa theo doanh số tiêu thụ. ^ Chứng nhận dựa theo doanh số nhập hàng. ‡ Chứng nhận dựa theo doanh số tiêu thụ và phát trực tuyến. |             |                               |